# 漢密爾頓灣
漢密爾頓灣（英語：Hamilton Bay），是南極洲的海灣，位於南喬治亞島，處於德里加爾斯基港終點東北面0.7公里，由英國南極名稱諮詢委員會命名，現時由英國海外領土管轄。